# Iddhipáda
Az iddhipáda (páli; szanszkrit. rddhipáda) szóösszetétel, amely az "erő" vagy "potencia" (iddhi; riddhi) és az "alap" vagy "alkotó" (páda) szavakból tevődik össze.  A buddhizmusban az "erő" egy sor spirituális vagy pszichikai erőre vonatkozik, amelyek közé tartoznak a teleportáció és egyéb testátalakulási formák. Magyar fordításai között szerepel a mágikus képességek és a varázserő kifejezés is. A buddhizmusban a megvilágosodáshoz vezető út gyakorlásában a spirituális erők másodlagosak a négy alap mentális tulajdonsággal szemben, amelyek a következők: a szándékon, az erőfeszítésen, a tudatosságon és a vizsgálódáson való koncentráció. Ez a négy alap mentális tulajdonság szükséges az üdvös mentális állapotok kifejlesztéséhez és az ártó tudatállapotok leküzdéséhez.
A hagyományos buddhista irodalomban ez a négy mentális tulajdonság a közé a hét csoport közé tartozik, amelyek Buddha szerint megvilágosodáshoz vezetnek (Bódhipakkhija-dhamma).
A páli kánonban az iddhipádával kapcsolatos egyik legfontosabb forrás a Szamjutta-nikája, 51. szuttája.

## A négy összetevő
AViraddha-szuttában (SN 51.2) a következő négy összetevő szerepel:
"Szerzetesek, azok, akik elhanyagolták a spirituális erő négy alapját, azok elhanyagolták a nemes ösvényt, amely a szenvedés teljes megszüntetéséhez vezet.  Azok, akik gyakorolták a spirituális erő négy alapját, azok gyakorolták a nemes ösvényt, amely a szenvedés teljes megszüntetéséhez vezet."
A spirituális erő a következő négy dolgon történő koncentrációt (szamádhi) jelenti:
- szándék, cél, akarat (csanda)
- erőfeszítés, erő, energia (vírja)
- tudatosság, tudat (csitta)
- vizsgálódás, megkülönböztetés (vímamszá)

## Kapcsolódó spirituális erők
Az alapok kifejlesztésével elérhető spirituális erőkkel kapcsolatban a Szamjutta-nikája 51.11 szuttája szerint a szintet elért gyakorló képes vízen járni (szerepel az Anguttara-nikájában is), milliófelé osztódni, majd újra egyesülni, óriássá és hangyaméretűvé változni, átsétálni hegyeken, elsüllyedni és megjelenni a földből, és vándorolni a különböző világok (létsíkok) között.